# Daitondas
Daitondas (altgriechisch Δαιτώνδας) war ein griechischer Bildhauer aus Sikyon, der am Ende des 4. und am Anfang des 3. Jahrhunderts v. Chr. tätig war.
Er schuf nach dem Bericht des Pausanias eine bronzene Siegerstatue des Theotimos von Elis, der bei den 118. Olympischen Spielen 308 v. Chr. im Faustkampf der Jungen siegreich war. Das sonst nur in Olympionikenlisten überlieferte Datum wird von Pausanias bestätigt, da er Theotimos Vater Moschidas als Teilnehmer des Alexanderzugs nennt. Seine nicht vollständig erhaltene Signatur findet sich zudem auf dem Fragment einer Statuenbasis aus Delphi, auf der sich eine Statue der Aphrodite befand, die von einem Asopod[oros] geweiht wurde. Durch das Schriftbild der Inschrift lässt sie sich auf das Ende des 4. Jahrhunderts v. Chr. datieren. Aus dem 3. Jahrhundert v. Chr. stammt seine Inschrift auf dem Fragment einer Basis aus Theben, auf der als Votivgabe an die Götter eine Porträtstatue stand.